# Pulaski County, Illinois
Pulaski County är ett administrativt område i delstaten Illinois, USA, med 6 161 invånare. Den administrativa huvudorten (county seat) är Mound City.

## Geografi
Enligt United States Census Bureau har countyt en total area på 527 km². 520 km² av den arean är land och 7 km² är vatten.

### Angränsande countyn
- Union County - nord
- Johnson County - nordost
- Massac County - öst
- Ballard County, Kentucky - sydost
- Alexander County - väst